# Ingleses viejos

Escudo de Irlanda

«Inglés viejo» (en irlandés, Seanghaill; en inglés, Old English) es un apodo aplicado retrospectivamente a los descendientes de los colonos que llegaron a Irlanda desde Gales, Normandía e Inglaterra después de la conquista normanda que tuvo lugar en la isla de Irlanda en el siglo XII.
El apodo fue acuñado a finales del siglo XVI, y fue usado para designar a aquella parte de la comunidad de invasores que vivía en el corazón de la Irlanda gobernada por ingleses llamada «La Empalizada».
Muchos de los «Ingleses viejos» llegaron a asimilarse a la sociedad irlandesa a través de los siglos y sus nobles fueron la clase gobernante con mayor efectividad hasta el siglo XVI. Sin embargo, fueron desposeídos de todos los conflictos políticos y religiosos durante los siglos XVI y XVII, en gran medida debido a su continuada adherencia a la religión católica. Los llamados «Ingleses nuevos», colonos protestantes en gran medida, reemplazaron a los «Ingleses viejos» como clase gobernante y clase terrateniente de la isla durante el 1700.

## El «Inglés viejo» en la historia de Irlanda
- En la Irlanda medieval

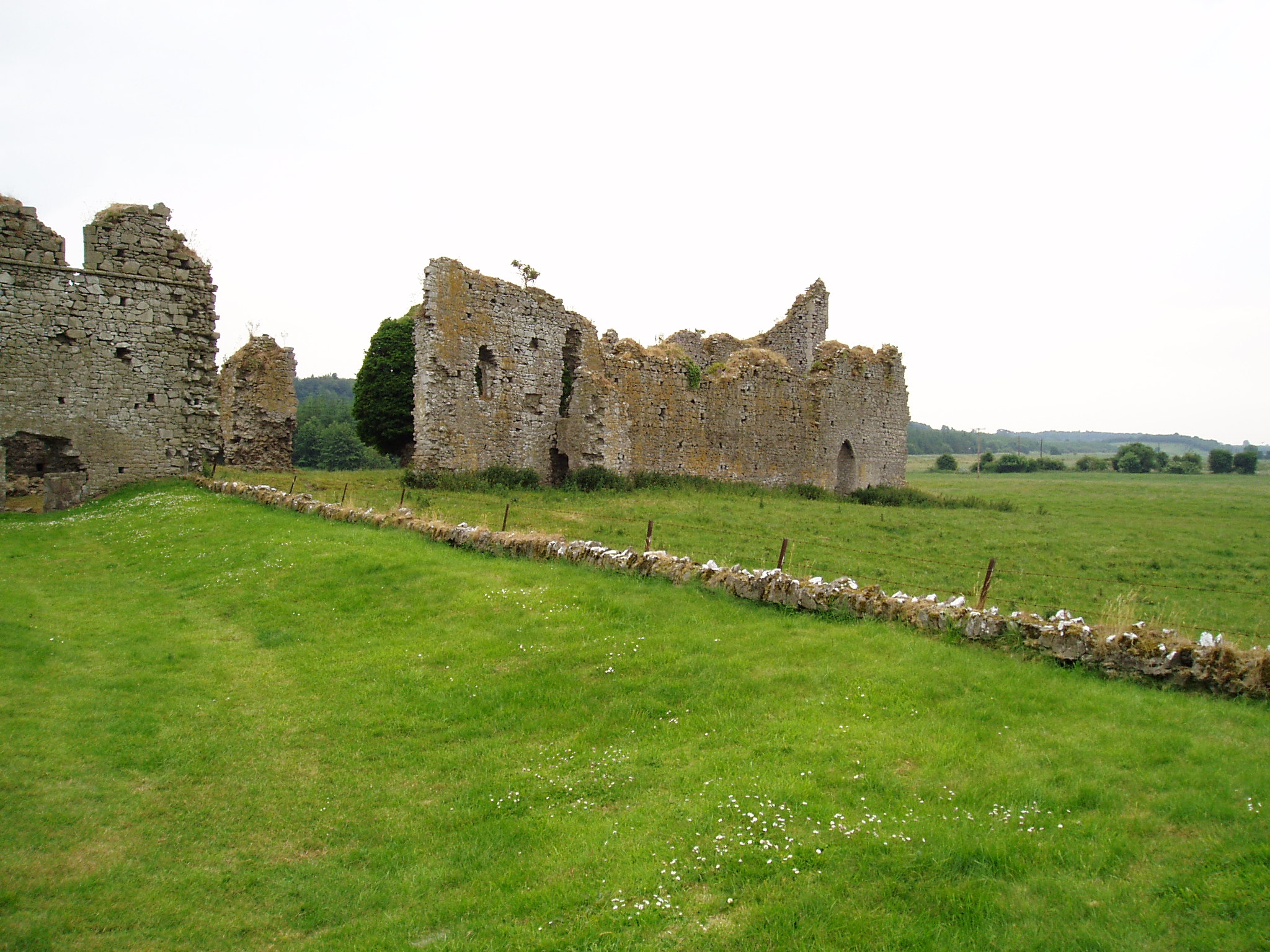
Ruinas de la abadía Ballyboggan en Meath.

«Inglés viejo» era el término que solía aplicarse desde 1580 a aquellos irlandeses descendientes del lado patrilineal procedentes de una ola de normandos, franceses, galeses, ingleses, bretones y colonos flamencos medievales que llegaron a Irlanda reclamando territorios y tierras en la estela de la invasión que llevaron a cabo sobre Irlanda en 1169, y que duró hasta 1172. Los gobernantes anglonormandos de Londres esperaban que los «Ingleses viejos» promocionasen las normas inglesas en la isla, a través del uso de la lengua inglesa, de la ley, del comercio, de un sistema monetario, de las costumbres sociales y de los métodos de cultivo ingleses. La realización de este objetivo avanzó notablemente en la zona de la empalizada, y también en los pueblos amurallados conocidos en inglés como «Townlands».
La comunidad de los Ingleses viejos no llegó a ser nunca monolítica. En algunas zonas, especialmente en la empalizada, alrededor de Dublín, al sur del condado de Wexford, Kilkenny, Limerick y Cork, el término se usaba para referirse a comunidades relativamente urbanizadas, que hablaban la lengua inglesa (aunque en ocasiones en dialectos locales arcaicos como el Yola), usaban la ley inglesa y vivían de manera similar que en Inglaterra. Sin embargo, en buena parte del resto de Irlanda, el término se refería a una selecta capa de terratenientes y nobles, que gobernaban sobre los arrendatarios y propietarios de tierras gaélicos.
En las provincias, los «Ingleses viejos» (conocidos en gaélico como Gaill, 'Forasteros'), eran en ocasiones indistinguibles de los lords y terratenientes gaélicos de los alrededores. Algunas dinastías como los Fitzgerald, los Butlers y los Burkes adoptaron la lengua nativa, el sistema legal y otras costumbres como, el fomento de la exogamia con los irlandeses, y el patrocinio de la poesía y la música irlandesa. A tales gentes, se les conocía como «más irlandeses que los mismos irlandeses» (véase también Irlanda Normanda). El nombre más exacto para denominar a esta comunidad a través de finales del periodo normando era Hiberno-normando, nombre el cual captura la distintiva mezcla cultural que esta comunidad creó y operó.
En un intento de paralizar la gaelización de la comunidad de «Ingleses viejos», el Parlamento inglés ratificó los estatutos de Kilkenny en 1367, los cuales entre otras cosas, prohibían la exogamia, el uso de la lengua irlandesa, el uso de vestimentas irlandesas y la prohibición de que los nativos viviesen en las ciudades amuralladas.
En la Irlanda medieval, no existía división religiosa más allá del requerimiento de que los prelados nacidos en Inglaterra, dirigiesen la iglesia irlandesa. Sin embargo, después de 1530, la mayoría de los habitantes anteriores al siglo XVI, continuaron con su lealtad a la Iglesia católica, incluso después de la Reforma Protestante de Inglaterra.
- La crisis de los siglos XVI y XVII

En contraste, la ola de colonos de «Ingleses nuevos» que llegaron a la isla de la época isabelina en adelante (durante la reconquista Tudor de Irlanda), mantuvieron su identidad inglesa, su religión, sus costumbres sociales, religiosas y sus tradiciones culturales, que a diferencia de los normandos y los Ingleses viejos, se mantuvieron distintas y separadas del resto del país. Los nuevos colonos se sentían anglicanos y de religión protestante y veían a la isla como a un país que necesitaba civilizarse y convertirse a la religión protestante. El poeta Edmund Spenser fue uno de los defensores de este punto de vista. Spenser argumentó que (Vista del estado presente de Irlanda, 1595) el fallo de la completa conquista de Irlanda, había dejado a las generaciones previas de colonos ingleses corromperse por la cultura de los nativos irlandeses. Para los Ingleses nuevos, muchos de los «Ingleses viejos» eran «degenerados», que habían adoptado las costumbres irlandesas y se aferraban a la religión católica. El filósofo Edward Said ha debatido que la demonización que hicieron los «Ingleses nuevos» a los «Ingleses viejos», tratándolos como a otros bárbaros y la construcción de su propia identidad como gente «civilizada», anticipó los posteriores estereotipos de colonialismo y orientalismo sobre las gentes no-europeas que adquirieron sistema monetario en el siglo XIX. Sin embargo, la mayoría de la comunidad de Ingleses viejos, especialmente en la empalizada, continuaron creyéndose los «ingleses de Irlanda».
Por motivos de su disidencia religiosa, se les excluyó del gobierno durante el curso del siglo XVI, alienados por parte del estado y, finalmente, se les encauzó en una corriente de identidad común con los irlandeses católicos. La primera confrontación entre los Ingleses viejos y el gobierno inglés, llegó con la crisis del impuesto (cess), desde 1556 hasta 1583. Durante este periodo, la comunidad de La Empalizada resistió pagando al ejército inglés asentado en la isla para que paliasen una cadena de revueltas que finalizó con las Rebeliones de Desmond (1569–1573 y 1579–1583). En esos días se acuñó el término «Inglés viejo» al enfatizar la comunidad de La Empalizada su identidad inglesa y su lealtad a la corona, mientras que al mismo tiempo rehusaban cooperar con los deseos del Señor Teniente de Irlanda inglés. Originalmente, el conflicto era una causa civil, los empalizados objetaron pagar nuevas tasas que no hubiesen sido aprobadas por ellos en el Parlamento de Irlanda. Sin embargo, la disputa también se tornó de dimensión religiosa, especialmente después de 1571, cuando la reina Isabel I fue excomulgada por el Papa. Rebeldes como James Fitzmaurice Fitzgerald (de la dinastía hiberno-normanda Desmond) representaron su rebelión como una guerra santa y recibieron dinero y tropas por el Papado. En la Segunda rebelión de Desmond (1579–1583) un «empalizado» Lord prominente, James Eustace, vizconde de Baltinglass, se unió a los rebeldes por razones religiosas. Antes de que terminase la rebelión, unos cientos de «Ingleses viejos» empalizados fueron colgados, tanto por rebeldía como por ser sospechosos de rebelión debido a su religión. Este episodio marcó un importante deterioro entre los «empalizados» y el gobierno inglés y entre los «viejos» y los «Ingleses nuevos».
Sin embargo, en la posterior Guerra de los Nueve Años (1594–1603), La Empalizada y las ciudades de los «Ingleses viejos» permanecieron leales a la Corona inglesa en el transcurso de una rebelión que se inspiró en el catolicismo. La reorganización del gobierno inglés en la isla a lo largo de las «Líneas protestantes» a comienzos del siglo XVII, fue la causa que eventualmente ajustó los lazos entre los «Ingleses viejos» con Inglaterra, primeramente en 1609, se expulsó a los católicos del servicio en la administración pública. En 1613, se cambió la constitución del Parlamento irlandés de modo que los «Ingleses nuevos protestantes» fuesen mayoría en él. Y en tercer lugar, a principios del siglo XVII, el estado confiscó las tierras de la clase terrateniente (véase Colonizaciones de Irlanda). La respuesta política de la «Comunidad Vieja» consistía en apelar directamente al rey de Inglaterra, primero a Jaime I y posteriormente a Carlos I, reclamándoles una serie de reformas que incluían la tolerancia religiosa e igualdad civil a los católicos a cambio del elevado impuesto que pagaban.
Sin embargo, en 1620 y 1630, los nativos acordaron en varias ocasiones pagar impuestos elevados solo a cambio de que el monarca les concediera algunas concesiones. Algunos escritores sobre Ingleses viejos como Geoffrey Keating mantenían un debate por entonces en Foras Feasa ar Éirinn, que postulaba que la auténtica identidad de los Ingleses viejos era católica e irlandesa, más que inglesa.
- Expulsión y derrota

En 1641, gran parte de la comunidad de «Ingleses viejos» decidió romper con su pasado como sujetos leales y se unieron a la rebelión del 1641. Son muchos los factores que influenciaron a los «Ingleses viejos» decidir unirse a la revuelta; por temor a los rebeldes y temor a las represalias que el gobierno tuviese con el catolicismo. Sin embargo, la razón principal a largo plazo, consistía en el deseo de revertir las Políticas anticatólicas que habían sido perseguidas por las autoridades inglesas durante los previos cuarenta años en la isla. De todos modos, a pesar de su formación en Gobierno irlandés con la formación denominada como Irlanda confederada, la identidad de los «Ingleses viejos» seguía siendo una importante división entre la comunidad de irlandeses católicos. Durante las Guerras confederadas irlandesas (1641–1653), los Ingleses viejos fueron a menudo acusados por los irlandeses de estar demasiado preparados para firmar un tratado con Carlos I a expensas de los intereses de los terratenientes irlandeses y de la religión católica. La siguiente Conquista de Irlanda por Cromwell (1649–1653), vivió la última derrota de la causa católica y la expulsión de los Ingleses viejos de la nobleza. Esta causa se reavivó por poco tiempo en la Guerra Wiliamita de Irlanda (1689–1691), en 1700, los descendientes protestantes de los «Ingleses nuevos» se habían convertido en la clase dominante del país.
En el curso del siglo XVIII, al estar la isla más anglificada se disolvió la distinción entre Ingleses viejos e Irlandeses católicos y se definieron divisiones sociales en contexto de las Leyes penales casi exclusivamente en términos sectarios católicos y protestantes más que étnicos.

## Identidad colectiva de los «Ingleses viejos»
Los historiadores discrepan sobre cómo denominar a la comunidad de Ingleses viejos en determinados momentos de su existencia y cómo definir el sentido colectivo de esta comunidad.
El historiador irlandés Edward MacLysaght hace su propia distinción en el libro Surnames of Ireland (Apellidos de Irlanda) entre apellidos hiberno-normandos y anglo-normandos. Suma la diferencia fundamental entre «Ingleses rebeldes de la Reina» y «Vasallos leales». Las esposas de Desmond o de los Burkes de Connacht, no podían ser precisamente denominadas «Inglesas viejas» al no ser este su mundo político ni cultural. Por otro lado a los duques de Ormond, tampoco se les podía llamar con precisión Hiberno-normandos en sus perspectivas políticas y alianzas, especialmente luego de haberse casado dentro de la familia real inglesa. Algunos historiadores se refieren ahora a éstos como a los cambro-normandos, Seán Duffy del Trinity College, usa ese término antes que el equívoco «anglo-normando» (la mayoría de los normandos llegaron desde Gales y no de Inglaterra), pero después de muchos siglos en Irlanda y solo un siglo en Gales o Inglaterra, parece bastante extraño que su historia completa desde 1169 sea ahora conocida por la expresión «Ingleses viejos», la cual llegó a finales del siglo XVI.